# Фердінанд Фельдгофер
Фердінанд Фельдгофер (нім. Ferdinand Feldhofer, нар. 23 жовтня 1979, Ворау) — австрійський футболіст, що грав на позиції захисника. По завершенні ігрової кар'єри — тренер. З 2025 року очолює тренерський штаб команди ГАК (Грац). Як футболіст виступав за низку австрійських клубів, а також національну збірну Австрії. Як футболіст — триразовий чемпіон Австрії та дворазовий володар Кубка Австрії.

## Клубна кар'єра
Фердінанд Фельдгофер народився 23 жовтня 1979 року в місті Ворау. Займався в юнацьких командах футбольних клубів «Рідерсберг» і ТУС (Ворау). У професійному футболі дебютував 1998 року виступами за команду «Штурм» (Грац), в якій грав до 2002 року, взявши участь у 32 матчах чемпіонату. У складі команди Фельдгофер у сезоні 1998—1999 років став чемпіона Австрії та володарем Кубка Австрії.
З 2002 по 2005 року футболіст грав у команді «Рапід» (Відень), у складі якого в сезоні 2004—2005 років удруге став чемпіоном Австрії. У 2005 році захисник перейшов до клубу «Ваккер Тіроль», у складі якого грав до 2008 року.
У 2008 році Фельдгофер повернувся до клубу «Штурм» (Грац), у складі якого в сезоні 2009—2010 років удруге в кар'єрі став володарем Кубка Австрії, а в сезоні 2010—2011 років утретє став чемпіоном Австрії. У складі «Штурма» грав до 2013 року, після чого завершив виступи на футбольних полях.

## Виступи за збірну
У 2002 році Фердінанд Фельдгофер дебютував у складі національної збірної Австрії. У складі збірної футболіст грав до 2007 року, провів у її складі 13 матчів, забивши один гол.

## Кар'єра тренера
Фердінанд Фельдгофер розпочав тренерську кар'єру невдовзі по завершенні кар'єри гравця, у 2015 році очоливши тренерський штаб нижчолігового австрійського клубу «Лафніц», де пропрацював до 2019 року. У 2019—2021 роках тренер очолював клуб «Вольфсбергер».
У 2021 році Фельдгофер став головним тренером команди «Рапід» (Відень), у якій пропрацював до 2022 року. У середині 2024 року австрійський фахівець очолив грузинський клуб «Динамо» (Тбілісі), проте вже в кінці року очолив бельгійську команду «Серкль». На початку 2025 року Фельдгофер очолив австрійський клуб ГАК (Грац).

## Титули і досягнення

### Як футболіст
- Чемпіон Австрії (3):

«Штурм» (Грац): 1998–1999, 2010–2011
«Рапід» (Відень): 2004–2005
- Володар Кубка Австрії (2):

«Штурм» (Грац): 1998–1999, 2009–2010